# Keith Alexander (fotbalist)
Keith Alexander (n. 14 noiembrie 1956 în Nottingham - d. 3 martie 2010) a fost un fotbalist și antrenor britanic.

## Date biografice
Keith Alexander a jucat mai mult în echipele din ligile inferioare engleze, el schimbând frecvent echipele. Perioada din cariera lui de vârf a fost când a jucat la cluburile Grimsby Town și Stockport County, perioadă în care a evoluat și pentru echipa națională de fotbal a Angliei.